# Tour Shoal
La tour Shoal (anglais : Shoal Tower) est une tour Martello située dans le port de Kingston en Ontario (Canada), en face de l'hôtel de ville (en). Elle est l'une des quatre tours construites dans le but de protéger le port de Kingston et l'entrée du canal Rideau.

## Histoire
Elle a été construite en 1847 dans la foulée des tensions résultant du litige sur la frontière de l'Oregon. Il s'agit d'une tour de calcaire d'un diamètre de 20 m et d'une hauteur de 10,8 m. Elle a été abandonnée par la suite.
La tour a été désignée lieu historique national du Canada le 16 mai 1930 par la commission des lieux et des monuments historiques du Canada. Elle a été reconnue comme édifice fédéral du patrimoine par le bureau d'examen des édifices fédéraux du patrimoine le 30 mars 1989. Elle a été incluse dans le des fortifications de Kingston (en) en 1989. Finalement, elle est l'un des six éléments du site du patrimoine mondial du canal Rideau, inscrit en 2007.